# CEV Cup 2010–2011 (damer)
CEV Cup 2010–2011 spelades mellan 7 december 2010 och 3 april 2011. Det var den 39:e upplagan av tävlingen och 35 lag från CEV:s medlemsförbund deltog. Robur Tiboni Volley Urbino vann tävlingen för första gången genom att besegra VK Dinamo Krasnodar i finalen. Chiara di Iulio utsågs till mest värdefulla spelare.

## Deltagande lag
| - Panathinaikos Athlitikos Omilos - CS Știința Bacău - OK Röda stjärnan Belgrad - OK Vizura - Volley Bergamo - ŽOK Jedinstvo Brčko - VK Královo Pole - KS Pałac Bydgoszcz - CSV 2004 Tomis Constanța | - MKS Dąbrowa Górnicza - Dresdner SC - VK Uralochka-NTMK - Anorthosis Famagusta - Beşiktaş JK - Galatasaray SK - Istres Ouest Provence VB - OK Kamnik - Asterix Kieldrecht | - Volley Köniz - VK Dinamo Krasnodar - Entente Sportive Le Cannet-Rocheville - ASKÖ Linz-Steg - Budowlani Łódź - CV Ciutadella - VK Minsk - ASPTT Mulhouse - NUC Volleyball | - Olympiakos SFP - LP Viesti Salo - Schwechat Post - OK Tent - Volejbol Tiranë - Robur Tiboni Volley Urbino - Rote Raben Vilsbiburg - VC Weert - HAOK Mladost |

Panathinaikos Athlitikos Omilos drog sig ur tävlingen p.g.a. Greklands skuldkris.

## Sextondelsfinaler

### Match 1 - Resultat
| Datum    | Mellan                                                 | Resultat | Set   | Set   | Set   | Set   | Set   | Poäng totalt | Speltid | Åskådare |
| Datum    | Mellan                                                 | Resultat | 1     | 2     | 3     | 4     | 5     | Poäng totalt | Speltid | Åskådare |
| -------- | ------------------------------------------------------ | -------- | ----- | ----- | ----- | ----- | ----- | ------------ | ------- | -------- |
| 07-12-10 | OK Tent - Beşiktaş JK                                  | 3 - 0    | 26:24 | 25:19 | 26:24 |       |       | 77 - 67      | 1h:22   | 700      |
| 08-12-10 | Robur Tiboni Volley Urbino - VK Uralochka-NTMK         | 1 - 3    | 21:25 | 25:27 | 25:23 | 20:25 |       | 91 - 100     | 1h:51   | 850      |
| 08-12-10 | Istres Ouest Provence VB - VK Minsk                    | 3 - 0    | 25:21 | 25:22 | 25:9  |       |       | 75 - 52      | 1h:14   | 270      |
| 08-12-10 | Volejbol Tiranë - Volley Köniz                         | 0 - 3    | 20:25 | 12:25 | 12:25 |       |       | 44 - 75      | 1h:11   | 500      |
| 08-12-10 | Entente Sportive Le Cannet-Rocheville - ASKÖ Linz-Steg | 3 - 0    | 25:16 | 25:19 | 25:16 |       |       | 75 - 51      | 1h:14   | 500      |
| 08-12-10 | OK Vizura - Schwechat Post                             | 0 - 3    | 20:25 | 26:28 | 21:25 |       |       | 67 - 78      | 1h:27   | 700      |
| 08-12-10 | Panathinaikos Athlitikos Omilos- ŽOK Jedinstvo Brčko   | 0 - 3    | 0:25  | 0:25  | 0:25  |       |       | 0 - 75       | 0h:00   | 0        |
| 08-12-10 | CV Ciutadella - LP Viesti Salo                         | 3 - 1    | 21:25 | 26:24 | 25:21 | 25:16 |       | 97 - 86      | 2h:02   | 800      |
| 08-12-10 | CS Știința Bacău - Rote Raben Vilsbiburg               | 2 - 3    | 18:25 | 25:16 | 22:25 | 25:17 | 14:16 | 104 - 99     | 2h:08   | 450      |
| 08-12-10 | CSV 2004 Tomis Constanța - Anorthosis Famagusta        | 3 - 1    | 25:12 | 22:25 | 25:22 | 25:12 |       | 97 - 71      | 1h:34   | 820      |
| 08-12-10 | VK Královo Pole - MKS Dąbrowa Górnicza                 | 1 - 3    | 17:25 | 18:25 | 28:26 | 16:25 |       | 79 - 101     | 1h:42   | 250      |
| 08-12-10 | VC Weert - NUC Volleyball                              | 2 - 3    | 25:19 | 18:25 | 25:15 | 13:25 | 12:15 | 93 - 99      | 2h:02   | 400      |
| 08-12-10 | OK Kamnik - HAOK Mladost                               | 3 - 0    | 25:18 | 25:19 | 25:11 |       |       | 75 - 48      | 1h:13   | 150      |
| 08-12-10 | KS Pałac Bydgoszcz - VK Dinamo Krasnodar               | 1 - 3    | 26:24 | 14:25 | 23:25 | 21:25 |       | 84 - 99      | 1h:54   | 1.100    |
| 09-12-10 | Olympiakos SFP- Galatasaray SK                         | 0 - 3    | 20:25 | 23:25 | 22:25 |       |       | 65 - 75      | 1h:22   | 200      |
| 09-12-10 | Asterix Kieldrecht - Dresdner SC                       | 0 - 3    | 25:27 | 22:25 | 22:25 |       |       | 69 - 77      | 1h:29   | 600      |

### Match 2 - Resultat
| Datum    | Mellan                                                 | Resultat | Set   | Set   | Set   | Set   | Set   | Poäng totalt | Speltid | Åskådare |
| Datum    | Mellan                                                 | Resultat | 1     | 2     | 3     | 4     | 5     | Poäng totalt | Speltid | Åskådare |
| -------- | ------------------------------------------------------ | -------- | ----- | ----- | ----- | ----- | ----- | ------------ | ------- | -------- |
| 14-12-10 | VK Uralochka-NTMK - Robur Tiboni Volley Urbino         | 2 - 3    | 23:25 | 25:19 | 25:23 | 23:25 | 15:8  | 111 - 100    | 1h:57   | 2.200    |
| 14-12-10 | Rote Raben Vilsbiburg - CS Știința Bacău               | 3 - 0    | 25:21 | 25:23 | 25:17 |       |       | 75 - 61      | 1h:18   | 400      |
| 14-12-10 | Anorthosis Famagusta - CSV 2004 Tomis Constanța        | 0 - 3    | 7:25  | 14:25 | 17:25 |       |       | 38 - 75      | 0h:56   | 500      |
| 15-12-10 | VK Minsk - Istres Ouest Provence VB                    | 1 - 3    | 15:25 | 25:22 | 21:25 | 20:25 |       | 81 - 97      | 1h:46   | 2500     |
| 15-12-10 | Beşiktaş JK - OK Tent                                  | 3 - 1    | 22:25 | 25:23 | 25:23 | 31:29 |       | 103 - 100    | 2h:01   | 1.000    |
| 15-12-10 | Volley Köniz - Volejbol Tiranë                         | 3 - 0    | 25:9  | 25:12 | 25:14 |       |       | 75 - 35      | 1h:05   | 420      |
| 15-12-10 | ASKÖ Linz-Steg - Entente Sportive Le Cannet-Rocheville | 1 - 3    | 20:25 | 17:25 | 28:26 | 16:25 |       | 81 - 101     | 1h:47   | 330      |
| 15-12-10 | ŽOK Jedinstvo Brčko - Panathinaikos Athlitikos Omilos  | 3 - 0    | 25:0  | 25:0  | 25:0  |       |       | 75 - 0       | 0h:00   | 0        |
| 15-12-10 | LP Viesti Salo - CV Ciutadella                         | 0 - 3    | 21:25 | 21:25 | 23:25 |       |       | 65 - 75      | 1h:25   | 840      |
| 15-12-10 | MKS Dąbrowa Górnicza - VK Královo Pole                 | 3 - 1    | 25:20 | 23:25 | 25:12 | 25:20 |       | 98 - 77      | 1h:48   | 1.500    |
| 15-12-10 | Dresdner SC - Asterix Kieldrecht                       | 3 - 0    | 25:17 | 25:20 | 25:18 |       |       | 75 - 55      | 1h:09   | 1.380    |
| 15-12-10 | VK Dinamo Krasnodar - KS Pałac Bydgoszcz               | 3 - 2    | 25:14 | 21:25 | 25:17 | 22:25 | 15:8  | 108 - 89     | 2h:03   | 2.000    |
| 16-12-10 | Schwechat Post - OK Vizura                             | 3 - 2    | 25:17 | 24:26 | 25:27 | 25:18 | 15:10 | 114 - 98     | 2h:17   | 800      |
| 16-12-10 | Galatasaray SK - Olympiakos SFP                        | 3 - 0    | 25:18 | 25:15 | 25:22 |       |       | 75 - 55      | 1h:15   | 1.100    |
| 16-12-10 | NUC Volleyball - VC Weert                              | 3 - 0    | 25:14 | 25:18 | 25:19 |       |       | 75 - 51      | 1h:15   | 1.200    |
| 16-12-10 | HAOK Mladost - OK Kamnik                               | 1 - 3    | 15:25 | 25:21 | 16:25 | 18:25 |       | 74 - 96      | 1h:36   | 300      |

### Kvalificerade lag
| - ŽOK Jedinstvo Brčko - CSV 2004 Tomis Constanța - MKS Dąbrowa Górnicza - Dresdner SC - Beşiktaş JK - Galatasaray SK - Istres Ouest Provence VB - OK Kamnik | - Volley Köniz - VK Dinamo Krasnodar - Entente Sportive Le Cannet-Rocheville - CV Ciutadella - NUC Volleyball - Schwechat Post - Robur Tiboni Volley Urbino - Rote Raben Vilsbiburg |

## Åttondelsfinaler

### Match 1 - Resultat
| Datum    | Mellan                                                 | Resultat | Set   | Set   | Set   | Set   | Set   | Poäng totalt | Speltid | Åskådare |
| Datum    | Mellan                                                 | Resultat | 1     | 2     | 3     | 4     | 5     | Poäng totalt | Speltid | Åskådare |
| -------- | ------------------------------------------------------ | -------- | ----- | ----- | ----- | ----- | ----- | ------------ | ------- | -------- |
| 05-01-11 | Robur Tiboni Volley Urbino - Istres Ouest Provence VB  | 3 - 1    | 25:13 | 17:25 | 25:22 | 25:17 |       | 92 - 77      | 1h:40   | 500      |
| 05-01-11 | ŽOK Jedinstvo Brčko - Galatasaray SK                   | 0 - 3    | 22:25 | 19:25 | 23:25 |       |       | 64 - 75      | 1h:20   | 1.200    |
| 05-01-11 | Dresdner SC - VK Dinamo Krasnodar                      | 0 - 3    | 12:25 | 17:25 | 23:25 |       |       | 52 - 75      | 1h:13   | 1.600    |
| 06-01-11 | Beşiktaş JK - Volley Köniz                             | 3 - 0    | 25:19 | 25:16 | 25:15 |       |       | 75 - 50      | 1h:13   | 100      |
| 06-01-11 | CV Ciutadella - Rote Raben Vilsbiburg                  | 3 - 0    | 25:14 | 25:21 | 25:19 |       |       | 75 - 54      | 1h:26   | 400      |
| 06-01-11 | CSV 2004 Tomis Constanța - MKS Dąbrowa Górnicza        | 2 - 3    | 28:26 | 25:21 | 20:25 | 14:25 | 10:15 | 97 - 112     | 2h:00   | 1.000    |
| 06-01-11 | Entente Sportive Le Cannet-Rocheville - Schwechat Post | 1 - 3    | 20:25 | 25:17 | 23:25 | 14:25 |       | 82 - 92      | 1h:44   | 350      |
| 06-01-11 | NUC Volleyball - OK Kamnik                             | 3 - 0    | 25:22 | 25:16 | 25:17 |       |       | 75 - 55      | 1h:17   | 1.350    |

### Match 2 - Resultat
| Datum    | Mellan                                                 | Resultat | Set   | Set   | Set   | Set   | Set | Poäng totalt | Speltid | Åskådare |
| Datum    | Mellan                                                 | Resultat | 1     | 2     | 3     | 4     | 5   | Poäng totalt | Speltid | Åskådare |
| -------- | ------------------------------------------------------ | -------- | ----- | ----- | ----- | ----- | --- | ------------ | ------- | -------- |
| 11-01-11 | Istres Ouest Provence VB - Robur Tiboni Volley Urbino  | 0 - 3    | 13:25 | 21:25 | 19:25 |       |     | 53 - 75      | 1h:15   | 800      |
| 11-01-11 | Rote Raben Vilsbiburg - CV Ciutadella                  | 3 - 0    | 26:24 | 25:17 | 25:20 |       |     | 76 - 61      | 1h:44   | 800      |
| 11-01-11 | OK Kamnik - NUC Volleyball                             | 3 - 1    | 25:13 | 25:14 | 11:25 | 25:23 |     | 86 - 75      | 1h:59   | 250      |
| 12-01-11 | Volley Köniz - Beşiktaş JK                             | 0 - 3    | 20:25 | 26:28 | 27:29 |       |     | 73 - 82      | 1h:29   | 620      |
| 12-01-11 | Galatasaray SK - ŽOK Jedinstvo Brčko                   | 3 - 0    | 25:19 | 25:6  | 25:13 |       |     | 75 - 38      | 1h:02   | 400      |
| 12-01-11 | MKS Dąbrowa Górnicza - CSV 2004 Tomis Constanța        | 3 - 0    | 25:19 | 25:19 | 25:16 |       |     | 75 - 54      | 1h:12   | 1.160    |
| 12-01-11 | VK Dinamo Krasnodar - Dresdner SC                      | 3 - 1    | 25:15 | 23:25 | 25:18 | 25:11 |     | 98 - 69      | 1h:35   | 2.800    |
| 13-01-11 | Schwechat Post - Entente Sportive Le Cannet-Rocheville | 3 - 0    | 25:19 | 26:24 | 25:19 |       |     | 76 - 62      | 1h:24   | 500      |

### Kvalificerade lag
- MKS Dąbrowa Górnicza
- Beşiktaş JK
- Galatasaray SK
- VK Dinamo Krasnodar
- CV Ciutadella[5]
- NUC Volleyball[6]
- Schwechat Post
- Robur Tiboni Volley Urbino

## Kvartsfinaler

### Match 1 - Resultat
| Datum    | Mellan                                   | Resultat | Set   | Set   | Set   | Set   | Set   | Poäng totalt | Speltid | Åskådare |
| Datum    | Mellan                                   | Resultat | 1     | 2     | 3     | 4     | 5     | Poäng totalt | Speltid | Åskådare |
| -------- | ---------------------------------------- | -------- | ----- | ----- | ----- | ----- | ----- | ------------ | ------- | -------- |
| 02-02-11 | Robur Tiboni Volley Urbino - Beşiktaş JK | 3 - 1    | 25:21 | 25:18 | 23:25 | 27:25 |       | 100 - 89     | 1h:42   | 990      |
| 03-02-11 | Schwechat Post - Galatasaray SK          | 3 - 2    | 15:25 | 25:13 | 25:16 | 23:25 | 18:16 | 106 - 95     | 2h:10   | 550      |
| 03-02-11 | CV Ciutadella - MKS Dąbrowa Górnicza     | 1 - 3    | 14:25 | 20:25 | 25:19 | 22:25 |       | 81 - 94      | 1h:45   | 1.000    |
| 03-02-11 | NUC Volleyball - VK Dinamo Krasnodar     | 0 - 3    | 21:25 | 15:25 | 16:25 |       |       | 52 - 75      | 1h:16   | 1.500    |

### Match 2 - Resultat
| Datum    | Mellan                                  | Resultat | Set   | Set   | Set   | Set   | Set   | Poäng totalt | Speltid | Åskådare |
| Datum    | Mellan                                  | Resultat | 1     | 2     | 3     | 4     | 5     | Poäng totalt | Speltid | Åskådare |
| -------- | --------------------------------------- | -------- | ----- | ----- | ----- | ----- | ----- | ------------ | ------- | -------- |
| 09-02-11 | Galatasaray SK - Schwechat Post         | 3 - 2    | 25:18 | 12:25 | 22:25 | 25:22 | 15:11 | 99 - 101     | 2h:18   | 1.016    |
| 09-02-11 | MKS Dąbrowa Górnicza - CV Ciutadella    | 3 - 1    | 25:23 | 29:31 | 25:16 | 25:16 |       | 104 - 86     | 1h:51   | 1.000    |
| 10-02-11 | Beşiktaş JK- Robur Tiboni Volley Urbino | 0 - 3    | 23:25 | 22:25 | 17:25 |       |       | 62 - 75      | 1h:12   | 300      |
| 10-02-11 | VK Dinamo Krasnodar - NUC Volleyball    | 3 - 0    | 25:10 | 25:9  | 25:15 |       |       | 75 - 34      | 1h:00   | 2.000    |

### Kvalificerade lag
- MKS Dąbrowa Górnicza
- VK Dinamo Krasnodar
- Schwechat Post[7]
- Robur Tiboni Volley Urbino

## Challenge Round

### Match 1 - Resultat
| Datum    | Mellan                                      | Resultat | Set   | Set   | Set   | Set   | Set | Poäng totalt | Speltid | Åskådare |
| Datum    | Mellan                                      | Resultat | 1     | 2     | 3     | 4     | 5   | Poäng totalt | Speltid | Åskådare |
| -------- | ------------------------------------------- | -------- | ----- | ----- | ----- | ----- | --- | ------------ | ------- | -------- |
| 23-02-11 | Volley Bergamo - VK Dinamo Krasnodar        | 3 - 0    | 25:23 | 25:19 | 25:21 |       |     | 75 - 63      | 1h:15   | 954      |
| 23-02-11 | OK Röda stjärnan Belgrad - Schwechat Post   | 3 - 1    | 25:21 | 25:22 | 19:25 | 25:16 |     | 94 - 84      | 1h:42   | 1.000    |
| 23-02-11 | ASPTT Mulhouse - MKS Dąbrowa Górnicza       | 0 - 3    | 11:25 | 15:25 | 25:27 |       |     | 51 - 77      | 1h:11   | 2.500    |
| 24-02-11 | Budowlani Łódź - Robur Tiboni Volley Urbino | 0 - 3    | 14:25 | 20:25 | 18:25 |       |     | 52 - 75      | 1h:20   | 1.000    |

### Match 2 - Resultat
| Datum    | Mellan                                      | Resultat | Set   | Set   | Set   | Set   | Set   | Poäng totalt | Speltid | Åskådare |
| Datum    | Mellan                                      | Resultat | 1     | 2     | 3     | 4     | 5     | Poäng totalt | Speltid | Åskådare |
| -------- | ------------------------------------------- | -------- | ----- | ----- | ----- | ----- | ----- | ------------ | ------- | -------- |
| 02-03-11 | MKS Dąbrowa Górnicza - ASPTT Mulhouse       | 3 - 2    | 25:20 | 21:25 | 27:25 | 20:25 | 17:15 | 110 - 110    | 2h:18   | 1.450    |
| 02-03-11 | Robur Tiboni Volley Urbino - Budowlani Łódź | 3 - 2    | 25:19 | 26:28 | 21:25 | 25:9  | 15:5  | 112 - 86     | 1h:58   | 422      |
| 03-03-11 | VK Dinamo Krasnodar - Volley Bergamo        | 3 - 0    | 26:24 | 31:29 | 25:18 |       |       | 85 - 71      | 1h:39   | 1.520    |
| 03-03-11 | Schwechat Post - OK Röda stjärnan Belgrad   | 1 - 3    | 17:25 | 23:25 | 25:16 | 20:25 |       | 85 - 91      | 1h:46   | 650      |

### Kvalificerade lag
- OK Röda stjärnan Belgrad
- MKS Dąbrowa Górnicza
- VK Dinamo Krasnodar[8]
- Robur Tiboni Volley Urbino

## Semifinaler

### Match 1 - Resultat
| Datum    | Mellan                                                | Resultat | Set   | Set   | Set   | Set   | Set | Poäng totalt | Speltid | Åskådare |
| Datum    | Mellan                                                | Resultat | 1     | 2     | 3     | 4     | 5   | Poäng totalt | Speltid | Åskådare |
| -------- | ----------------------------------------------------- | -------- | ----- | ----- | ----- | ----- | --- | ------------ | ------- | -------- |
| 15-03-11 | MKS Dąbrowa Górnicza - VK Dinamo Krasnodar            | 3 - 0    | 25:14 | 25:20 | 25:23 |       |     | 75 - 57      | 1h:20   | 1.650    |
| 16-03-11 | OK Röda stjärnan Belgrad - Robur Tiboni Volley Urbino | 3 - 1    | 25:19 | 23:25 | 25:19 | 25:21 |     | 98 - 84      | 1h:42   | 500      |

### Match 2 - Resultat
| Datum    | Mellan                                                | Resultat | Set   | Set   | Set   | Set   | Set   | Poäng totalt | Speltid | Åskådare |
| Datum    | Mellan                                                | Resultat | 1     | 2     | 3     | 4     | 5     | Poäng totalt | Speltid | Åskådare |
| -------- | ----------------------------------------------------- | -------- | ----- | ----- | ----- | ----- | ----- | ------------ | ------- | -------- |
| 20-03-11 | VK Dinamo Krasnodar - MKS Dąbrowa Górnicza            | 3 - 2    | 25:21 | 22:25 | 25:12 | 24:26 | 15:13 | 111 - 97     | 2h:08   | 2.500    |
| 20-03-11 | Robur Tiboni Volley Urbino - OK Röda stjärnan Belgrad | 3 - 0    | 29:27 | 25:14 | 25:19 |       |       | 79 - 60      | 1h:28   | 1.800    |

## Kvalificerade lag
- VK Dinamo Krasnodar[9]
- Robur Tiboni Volley Urbino[8]

## Final

### Match 1 - Resultat
| Datum    | Mellan                                           | Resultat | Set   | Set   | Set   | Set | Set | Poäng totalt | Speltid | Åskådare |
| Datum    | Mellan                                           | Resultat | 1     | 2     | 3     | 4   | 5   | Poäng totalt | Speltid | Åskådare |
| -------- | ------------------------------------------------ | -------- | ----- | ----- | ----- | --- | --- | ------------ | ------- | -------- |
| 30-03-11 | VK Dinamo Krasnodar - Robur Tiboni Volley Urbino | 0 - 3    | 21:25 | 24:26 | 20:25 |     |     | 65 - 76      | 1h:17   | 2.750    |

### Match 2 - Resultat
| Datum    | Mellan                                           | Resultat | Set   | Set   | Set   | Set   | Set | Poäng totalt | Speltid | Åskådare |
| Datum    | Mellan                                           | Resultat | 1     | 2     | 3     | 4     | 5   | Poäng totalt | Speltid | Åskådare |
| -------- | ------------------------------------------------ | -------- | ----- | ----- | ----- | ----- | --- | ------------ | ------- | -------- |
| 03-04-11 | Robur Tiboni Volley Urbino - VK Dinamo Krasnodar | 3 - 1    | 18:25 | 25:19 | 25:19 | 25:16 |     | 93 - 79      | 1h:30   | 3.000    |